# Serguéi Tarásov
Serguéi Petróvich Tarásov –en ruso, Сергей Петрович Тарасов– (Staroaleiskoye, 15 de febrero de 1965) es un deportista ruso que compitió en biatlón.
Participó en dos Juegos Olímpicos de Invierno, obteniendo en total cuatro medallas: oro, plata y bronce en Lillehammer 1994 y bronce en Nagano 1998. Ganó nueve medallas en el Campeonato Mundial de Biatlón entre los años 1991 y 1997, y dos medallas en el Campeonato Europeo de Biatlón de 1996.

## Palmarés internacional
| Representando a la URSS |                       |                   |             |
| Campeonato Mundial      |                       |                   |             |
| Año                     | Lugar                 | Medalla           | Prueba      |
| 1991                    | Lahti (Finlandia)     | Medalla de plata  | Relevos     |
| 1991                    | Lahti (Finlandia)     | Medalla de bronce | Equipo      |
| Representando a Rusia   |                       |                   |             |
| Juegos Olímpicos        |                       |                   |             |
| Año                     | Lugar                 | Medalla           | Prueba      |
| 1994                    | Lillehammer (Noruega) | Medalla de oro    | Individual  |
| 1994                    | Lillehammer (Noruega) | Medalla de plata  | Relevos     |
| 1994                    | Lillehammer (Noruega) | Medalla de bronce | Velocidad   |
| 1998                    | Nagano (Japón)        | Medalla de bronce | Relevos     |
| Campeonato Mundial      |                       |                   |             |
| Año                     | Lugar                 | Medalla           | Prueba      |
| 1993                    | Borovets (Bulgaria)   | Medalla de plata  | Individual  |
| 1993                    | Borovets (Bulgaria)   | Medalla de plata  | Relevos     |
| 1993                    | Borovets (Bulgaria)   | Medalla de bronce | Velocidad   |
| 1994                    | Canmore (Canadá)      | Medalla de plata  | Equipo      |
| 1996                    | Ruhpolding (Alemania) | Medalla de oro    | Individual  |
| 1996                    | Ruhpolding (Alemania) | Medalla de oro    | Relevos     |
| 1997                    | Osrblie (Eslovaquia)  | Medalla de plata  | Persecución |
| Campeonato Europeo      |                       |                   |             |
| Año                     | Lugar                 | Medalla           | Prueba      |
| 1996                    | Val Ridanna (Italia)  | Medalla de oro    | Individual  |
| 1996                    | Val Ridanna (Italia)  | Medalla de plata  | Velocidad   |